# Otto Hofbauer
Otto Hofbauer (* 4. Jänner 1932) ist ein ehemaliger österreichischer Fußballspieler.
Er kam im Jahr 1954 vom Wiener AC zum FK Austria Wien. In der Spielzeit 1954/55 bestritt er 40 Spiele für die Austria, in der Saison 1955/56 insgesamt 18 Spiele.
Am 1. Mai 1955 wurde er in Bern im Wankdorfstadion in seinem ersten Länderspiel gegen die Nationalmannschaft der Schweiz berufen. Dabei erzielte er auch in der 27. Minute sein einziges Länderspieltor. Das Länderspiel endete 3:2 für Österreich. Das zweite und letzte Länderspiel bestritt Otto Hofbauer am 19. Mai 1955 im Wiener Praterstadion gegen Italien (Endstand 1:4).
Mitte der 50er wanderte er für mehrere Jahre nach Spanien aus und betätigte sich dort unter anderem in der zweiten Liga bei Real Avilés. Im Frühjahr 1961 kehrte er nach Österreich zurück und heuerte in der damals zweitklassigen Regionalliga Ost beim burgenländischen SC Pinkafeld an.